# Ladislav Almási
Ladislav Almási (ur. 6 marca 1999 w Bratysławie) – słowacki piłkarz występujący na pozycji napastnika. Od 2018 roku zawodnik klubu Baník Ostrawa.